# Suonno 'e cancelle/Ddoje vote carcerato
Suonno 'e cancelle/Ddoje vote carcerato è il 16° singolo di Mario Merola, pubblicato nel 1964.

## Descrizione
Il disco contiene due cover.

## Tracce
Lato A
- Suonno 'e cancelle (Pulcrano - Campagnoli)

Lato B
- Ddoje vote carcerato (Ambra - Sigillo)